# الدوري البلجيكي الدرجة الأولى 1899–1900
موسم 1899–1900 من الدوري البلجيكي الدرجة الأولى (الاسم الأصلي: Division 1 1899–1900)، هو الموسم الخامس من أعلى بطولة دوري بلجيكية. انتهى بفوز ريسينغ كلوب دي بروكسل باللقب للمرة الثانية.

## مقدمة
لعب الدوري على مجموعتين بحيث يلتقي متصدرا المجموعتين في مباراتي ذهاب وعودة لتحديد البطل.

## جدول الترتيب

### المجموعة الأولى
| الترتيب | الفريق                          | ل  | ف | ت | خ  | له | عليه | ن  | +/- | ملاحظات                                 |
| ------- | ------------------------------- | -- | - | - | -- | -- | ---- | -- | --- | --------------------------------------- |
| 1       | ريسينغ كلوب دي بروكسل           | 10 | 7 | 0 | 3  | 28 | 12   | 14 | +16 | مباراة فاصلة لتحديد المتأهل عن المجموعة |
| 2       | أنتويرب كلوب                    | 10 | 6 | 2 | 2  | 15 | 14   | 14 | +1  | مباراة فاصلة لتحديد المتأهل عن المجموعة |
| 3       | أتليتيك أند رننغ كلوب دي بروكسل | 10 | 5 | 2 | 3  | 12 | 14   | 12 | -2  |                                         |
| 4       | كلوب لييج                       | 10 | 5 | 1 | 4  | 14 | 20   | 11 | -6  |                                         |
| 5       | ليوبولد كلوب دي بروكسل          | 10 | 4 | 1 | 5  | 18 | 16   | 9  | +2  |                                         |
| 6       | سكيل كلوب بروكسل                | 10 | 0 | 0 | 10 | 3  | 16   | 0  | -13 |                                         |

| فريق 1                | نتيجة | فريق 2       |
| --------------------- | ----- | ------------ |
| ريسينغ كلوب دي بروكسل | 1 - 0 | أنتويرب كلوب |

تأهل ريسينغ كلوب دي بروكسل لمواجهة تحديد البطل.

### المجموعة الثانية
| الترتيب | الفريق             | ل                  | ف                  | ت                  | خ                  | له                 | عليه               | ن                  | +/-                | ملاحظات                  |
| ------- | ------------------ | ------------------ | ------------------ | ------------------ | ------------------ | ------------------ | ------------------ | ------------------ | ------------------ | ------------------------ |
| 1       | كلوب بروج          | النتائج غير معروفة | النتائج غير معروفة | النتائج غير معروفة | النتائج غير معروفة | النتائج غير معروفة | النتائج غير معروفة | النتائج غير معروفة | النتائج غير معروفة | تأهل لمواجهة تحديد البطل |
| 2       | سيركل سبورتيف بروج | النتائج غير معروفة | النتائج غير معروفة | النتائج غير معروفة | النتائج غير معروفة | النتائج غير معروفة | النتائج غير معروفة | النتائج غير معروفة | النتائج غير معروفة |                          |
| 3       | ريسينغ كلوب غنت    | النتائج غير معروفة | النتائج غير معروفة | النتائج غير معروفة | النتائج غير معروفة | النتائج غير معروفة | النتائج غير معروفة | النتائج غير معروفة | النتائج غير معروفة |                          |
| 4       | كلوب كورتريك       | النتائج غير معروفة | النتائج غير معروفة | النتائج غير معروفة | النتائج غير معروفة | النتائج غير معروفة | النتائج غير معروفة | النتائج غير معروفة | النتائج غير معروفة |                          |

## مواجهة تحديد البطل
| الفريق الأول          | إجم.   | الفريق الثاني | مباراة الذهاب | مباراة الإياب |
| --------------------- | ------ | ------------- | ------------- | ------------- |
| ريسينغ كلوب دي بروكسل | 11 - 1 | كلوب بروج     | 3 - 0         | 8 - 1         |